# واقد بن محمد بن زيد العمري
واقد بن محمد بن زيد بن عبد الله بن عمر بن الخطاب، القرشي، العدوي، المدني من رواة الحديث الثقات، أَخُو عمر وَزيد وَعَاصِم وَأبي بكر، أخرج له الشيخان وأبو داود والنسائي. توفي بعد سنة خمس وأربعين ومائة.

## روايته للحديث النبوي
روى عن: سعيد بن مرجانة وصفوان بن سليم وعبد الله بن أبي مليكة وأبيه محمد بن زيد بن عبد الله بن عمر ومحمد بن المنكدر ونافع مولى ابن عمر.
روى عنه: شعبة بن الحجاج وأخوه عاصم بن محمد بن زيد وابنه عثمان بن واقد العمري.

## أقوال العلماء فيه
الجرح والتعديل
- قال أبو حاتم الرازي: لا بأس به ثقة، يحتج بحديثه.
- قال أبو حاتم بن حبان البستي: ذكره في الثقات.
- قال أبو دواد السجستاني: ثقة.
- قال أحمد بن حنبل: ثقة.
- قال ابن حجر العسقلاني: ثقة.
- قال الذهبي: ثقة.
- قال يحيى بن معين: ثقة، ومرة: صالح الحديث.